# McDonnell XF-85 Goblin
Il McDonnell XF-85 Goblin (originariamente designato XP-85) era un prototipo di caccia statunitense destinato ad essere imbarcato come caccia parassita sui giganteschi bombardieri intercontinentali Convair B-36. Venne sviluppato nella seconda metà degli anni quaranta (ne furono costruiti due prototipi) ma non giunse mai alla produzione di serie.

## Sviluppo
La peculiare specifica di questo velivolo, destinato ad essere imbarcato nel vano bombe di un bombardiere e in grado di essere sganciato e recuperato dall'aereo madre, scaturiva dalla necessità di fornire una scorta adeguata ai bombardieri strategici Convair B-36. I B-36 erano stati realizzati in base ad una specifica dell'11 aprile 1941 per un bombardiere in grado di attaccare con oltre 4.000 kg di bombe un obiettivo situato in Europa a partire da basi negli Stati Uniti (almeno 16.000 km di autonomia). Fornire una scorta adeguata per questi giganti del cielo era un compito al di là dei caccia disponibili all'epoca, visto che le tecniche di rifornimento in volo erano ancora agli inizi. Proprio per questo motivo, il 29 gennaio 1944 l'USAAF invitò le industrie aeronautiche a proporre idee per nuovi caccia di scorta. Come possibile soluzione vennero individuati i caccia parassiti, che sarebbero stati imbarcati sullo stesso bombardiere.
Il concetto di caccia parassita su bombardieri era già stato esplorato negli anni trenta e quaranta, sia dai sovietici, con le diverse combinazioni "Zveno", sia dai tedeschi. Inoltre gli USA avevano già sperimentato con successo il Curtiss F9C-2 Sparrowhawk, un caccia imbarcato su dirigibili, ma era la prima volta che si pensava di usare questa tipologia di velivolo per operare "all'interno" del bombardiere: per di più doveva essere in grado di essere sganciato e recuperato dall'aereo madre.
La McDonnell fu l'unica industria aeronautica a rispondere a questa specifica, proponendo un velivolo che avrebbe potuto essere trasportato nel vano bombe dei bombardieri strategici Boeing B-29, Northrop YB-35 e Convair B-36. Il progetto venne però rigettato nel gennaio 1945: infatti la McDonnell proponeva un velivolo che sarebbe rimasto semi-annegato nel vano bombe dei bombardieri, lasciando fuori la parte inferiore del velivolo, mentre l'USAAF richiedeva un velivolo che potesse essere trasportato interamente nei vani bombardieri dei B-35 e B-36.
Successivamente la McDonnell sottopose un progetto rinnovato, che venne approvato dall'USAAF con la designazione di XP-85. Nel marzo 1947 vennero ordinati due prototipi ed un esemplare per test statici. Il velivolo era un piccolo caccia con una tozza fusoliera, ali a freccia ripiegabili e un particolare sistema di impennaggi di coda a ventaglio: i sei impennaggi erano disposti radialmente sul retro della fusoliera, tre sopra e tre sotto. L'XP-85 era propulso da un turbogetto Westinghouse XJ34-WE-22 da 13,3 kN (3 000 lbf) di spinta, e prevedeva l'installazione di 4 mitragliatrici da 12,7 mm come armamento. Non era dotato di carrello d'atterraggio, in quanto la vita operativa dell'XP-85 si sarebbe svolta interamente sull'aereo madre, da dove sarebbe stato sganciato e recuperato per mezzo di un trapezio retrattile installato nel vano bombe, e a cui il piccolo caccia si agganciava tramite un gancio retrattile; era comunque dotato di pattini retrattili per l'atterraggio d'emergenza. Inoltre disponeva di seggiolino eiettabile e abitacolo pressurizzato.
Parallelamente vennero ordinati anche due B-36 con opportune modifiche per ospitare il caccia parassita. L'USAAF stava anche valutando la possibilità di caricare sull'aereo madre B-36 tre caccia parassiti XP-85 senza carico di bombe.
Nel frattempo, nel corso della ridesignazione da USAAF (United States Army Air Force) USAF (United States Air Force), venne modificata la designazione dei caccia, che passò dalla P di "Pursuiter" (inseguitore)  alla F di "Fighter" ("combattente"). Anche il "Goblin" venne quindi rinominato XF-85.

## Prove di volo
Il primo prototipo (numero di serie 46-523) rimase danneggiato durante i test nella galleria del vento: per questo motivo la prima prova di volo fu compiuta il 23 agosto 1948 dal secondo velivolo (numero di serie 46-524). Poiché nessun B-36 era ancora disponibile come aereo madre, venne utilizzato un bombardiere B-29B-65-BA (uno dei B-29 costruiti dalla Bell di Atlanta). Il bombardiere (numero di serie 44-841111) venne modificato per questo scopo ricevendo la designazione di EB-29B. Prima del primo volo libero vennero compiuti alcuni test in volo sul meccanismo di estensione/chiusura del trapezio con agganciato l'XF-85. Il 28 agosto, dopo essersi sganciato dall'EB-29B, l'XF-85 compì un volo di prova di circa 15 minuti, prima di tentare la difficoltosa manovra di "riaggancio". Nell'avvicinamento per compiere l'operazione di riaggancio emerse come il piccolo velivolo fosse sensibile alle forti turbolenze generate dal velivolo madre. Il pilota Edwin Foresman Schoch tentò per 10 minuti di effettuare la manovra di agganciamento, fino a quando il trapezio non urtò il velivolo in prossimità dell'abitacolo: per questo motivo venne preferito abbandonare il test, facendo compiere all'XF-85 un atterraggio d'emergenza presso la base aerea di Edwards (allora ancora Muroc Army Air Force Base). L'atterraggio avvenne senza problemi.
L'XF-85 venne riparato e furono effettuati altri tre test in cui furono portate a termine con successo le operazioni di riaggancio, ma le prove confermarono come le turbolenze rendessero la fase di recupero estremamente difficoltosa. Durante il quinto test si perse uno degli stabilizzatori aerodinamici del trapezio retrattile: questo rese le turbolenze ancora più forti, costringendo l'XF-85 ad un nuovo atterraggio d'emergenza. Per aumentare la stabilità durante la fase di recupero, vennero aggiunge delle piccole superfici verticali. L'8 aprile 1949 ci fu il primo ed ultimo volo del primo prototipo che era stato riparato. Anche in questo caso il caccia non riuscì nell'operazione di riaggancio e fu costretto ad un nuovo atterraggio d'emergenza.
Quindi l'USAF giunse alla conclusione che se queste manovre erano complesse per l'esperto collaudatore che pilotava l'XF-85 durante i test, sarebbe stato difficile addestrarvi i comuni piloti. Inoltre i test di volo avevano dimostrato una scarsa manovrabilità dell'XF-85 (complessivamente le caratteristiche di volo del velivolo erano comunque discrete, secondo i collaudatori), la quale, probabilmente, l'avrebbe reso vulnerabile nel caso di combattimenti manovrati con i velivoli nemici.
Il programma relativo all'XF-85 Goblin venne quindi cancellato il 24 ottobre 1949. Quasi certamente l'XF-85 non compì nessun volo di prova da un Convair B-36, il bombardiere da cui era destinato ad operare.
Nonostante il fallimento di questo programma, l'interesse dell'USAF verso i caccia parassiti proseguì con il Progetto FICON.

## Esemplari attualmente esistenti
Entrambi i prototipi sopravvissero. Il primo è conservato presso il Museo dell'USAF della base Wright Patterson, il secondo presso il Strategic Air and Space Museum in Ashland (in precedenza era presso il Museo dello Strategic Air Command (SAC) di Omaha).

## Curiosità
- L'XF-85 è apparso nel videogioco Battlefield 1942, all'interno dell'espansione Secret Weapons of WWII, dove era uno dei 4 velivoli disponibili.
- L'XF-85 è il più piccolo velivolo da caccia a getto mai costruito. Il primato del più piccolo velivolo a reazione in assoluto spetta però al Bede BD-5J Microjet.

### Pubblicazioni
- (EN) Hugh W. Cowin, McDonnell's unmanageable Goblin, in Aviation News, giugno 2011.
- (EN) Robert F. Dorr, Beyond the frontiers: McDonnell XF-85 Goblin: The built-in fighter, in Wings Of Fame, Volume 7, 1997.
- (EN) Bill Gunston, Parasitic Protectors, in Aeroplane Monthly, Volume 3, No. 10, ottobre 1975.
- (EN) Vladimir Lesnitchenko, Combat Composites: Soviet Use of 'Mother-Ships' to Carry Fighters, 1931–1941, in Air Enthusiast, No. 84, novembre/December 1999.
- (EN) Jay Miller, Project Tom-Tom, in Aerophile, Volume 1, No. 3, dicembre 1977.
- (EN) Michael O'Leary, McDonnell's parasite, in Air Combat, Volume 2, No. 2, Summer 1974.
- (EN) Richard K. Smith, An Escort Appended... The Story of the McDonnell XF-85 Goblin, in Flying Review International, Volume 22, No. 16, dicembre 1967.
- (EN) Terry L. Sundey, Built-in Escort: The story of McDonnell's  XF-85 'Goblin' parasite fighter, in Airpower, Volume 15, No. 1, gennaio 1985.